# Guettarda cobanensis
Guettarda cobanensis är en måreväxtart som beskrevs av John Donnell Smith. Guettarda cobanensis ingår i släktet Guettarda och familjen måreväxter.
Artens utbredningsområde är Guatemala. Inga underarter finns listade i Catalogue of Life.